# 응력확대계수
응력확대계수(應力擴大係數, Stress intensity factor)는 균열 선단에서 주어진 점의 변형력과 변형도를 나타내는 변수로 이는 균열 선단에서의 소성 변형이 없거나 매우 적은 상황에서 유효한 변수이다.
탄성상태에서 사용하는 응력집중계수를 파괴역학에서 사용하지 못하기 때문에,  응력확대계수로 나타내며 응력세기계수라 부르기도 한다.
단위는 {\displaystyle MPa{\sqrt {m}}}이다.

## 같이 보기
- 응력분포
- 탄성계수